# Kamienna Wola (Stąporków)
Pour les articles homonymes, voir Kamienna Wola.
Kamienna Wola est une localité polonaise de la gmina de Stąporków, située dans le powiat de Końskie en voïvodie de Sainte-Croix.